# Seboncourt
 Seboncourt  es una población y comuna francesa, en la región de Picardía, departamento de Aisne, en el distrito de Saint-Quentin y cantón de Bohain-en-Vermandois.

## Demografía
| 1207 | 1165 | 1108 | 1119 | 1135 | 1142 |
| Para los censos de 1962 a 1999 la población legal corresponde a la población sin duplicidades (Fuente: INSEE [Consultar]) |      |      |      |      |      |